# پرینگسدورف
پرینگسدورف (به آلمانی: Piringsdorf) یک منطقهٔ مسکونی در اتریش است که در ناحیه اوبرپولندورف واقع شده‌است. پرینگسدورف ۹۸۰ نفر جمعیت دارد.